# Sarah Robson
Sarah Cathryn Ann Robson (* 23. Mai 1987 in Magherafelt als Sarah Cathryn Ann McFadden) ist eine nordirische Fußballspielerin. Sie steht derzeit beim englischen Zweitligisten Durham WFC unter Vertrag und spielte 2005 erstmals für die nordirische Nationalmannschaft.

## Karriere

### Vereine
Robson spielte zunächst in Nordirland für den Moyola Park FC und Ballymena United Allstars. Im Jahr 2005 erhielt sie ein Stipendium für die University of Southern Mississippi und spielte während des Studiums für die Southern Miss Golden Eagles. Nach ihrem Studium spielte sie in der isländischen Úrvalsdeild kvenna zunächst für Fylkir Reykjavík und später für UMF Grindavík.
Robson wechselte zusammen mit Rachel Furness nach dem Ende der Saison 2010 in Island zum AFC Sunderland.
Am 13. Januar 2016 wurde bekanntgegeben, dass sie den Verein nach fünf Jahren verlässt und vom Durham WFC verpflichtet wurde.

### Nationalmannschaft
Sarah Robson spielte zunächst für die nordirische U-14-Mannschaft, U-15-Mannschaft, U-17-Mannschaft und U-19-Mannschaft. Am 5. März 2005 kam sie bei einem Spiel gegen die Schwedische Fußballnationalmannschaft der Frauen erstmals für die nordirische Nationalmannschaft zum Einsatz.
Im Juni 2012 berichtete der Belfast Telegraph, dass drei nordirische Fußballspielerinnen für die britische Nationalmannschaft bei dem Fußballturnier der Olympischen Spiele 2012 ausgewählt wurden, unter ihnen auch Robson. Diese dementierte den Bericht jedoch. Schließlich waren in der britischen Mannschaft keine nordirischen und walisischen Spielerinnen vertreten.
Robson kam bei der Fußball-Europameisterschaft der Frauen 2022 bei allen drei Vorrundenspielen zum Einsatz. Am 26. September 2023 kam sie im Spiel der Women’s Nations League gegen Albanien zu ihrem 100. Länderspieleinsatz und führte ihre Mannschaft als Kapitänin aufs Feld. Die Play-off-Spiele gegen Montenegro waren ihre bisher letzten Einsätze.

## Privatleben
Im Oktober 2024 gab sie ihre zweite Schwangerschaft bekannt.